# Пилёт, Мариан
Мариан Пилёт (пол. Marian Pilot, 6 декабря 1936 года, деревня Седликув, Великопольское воеводство, Польша — 2 февраля 2024 года, Варшава, Польша) — польский писатель, поэт, журналист и сценарист. Лауреат премии «Нике» (2911). Почётный гражданин города Остшешув (2009). Заслуженный деятель культуры Польши.

## Биография
Мариан Пилёт родился 6 декабря 1936 года в деревне Седликув, Великопольское воеводство Польши.
Среднее образование получил в средней школе № 1 имени Марии Склодовской-Кюри в Остшешуве. Затем окончил факультет журналистики Варшавского университета.
В 1954 году вступил в члены коммунистического Союза польской молодежи, а с 1958 года работал в отделе культуры Польского агентства печати (ПАП). По работе сотрудничал с такими журналами, как Wiadomości filmowe (1958—1960) и Na przełaj (1960—1967). Дебютировал как писатель в 1962 году, выпустив сборник из 15 рассказов «Беззубые служанки». В 1967 году был принят в Союз польских писателей. С 1967 по 1978 год занимал должность заведующего отделом культуры еженедельника «Tygodnik Kulturalny». С 1981 года он работал на польском государственном телевидении Telewizja Polska.
В 1966 году получил премию Станислава Пьетака за роман «Сень». В 1987 году был награжден Золотым крестом «За заслуги». В 2009 году ему было присвоено звание Почётного гражданина города Остшешув, он стал также лауреатом Литературной премии имени Владислава Реймонта. Получил звание «Заслуженный деятель культуры Польши».
В 2011 году Пилёт был удостоен самой престижной премии в области польской литературы — премии «Нике» за свой роман «Пиоропус» («Перо»). Это произведение представляет глубокое изложение мироощущений автора в послевоенной Польше, оно стало его возвращением в родной Седликув, он описывает историю мальчика из бедной сельской семьи, который, желая вызволить своего отца из сталинской тюрьмы, пишет бесконечное количество прошений об его освобождении.
Считался одним из главных представителей так называемого крестьянского направления в польской прозе.
В 2022 году он опубликовал свой первый стихотворный сборник «Dzikie mięso» («Дикое мясо»), который завоевал первую премию на литературном конкурсе Артура Фрыза и с которым он был номинирован на премию «Ангелус».
Мариан Пилёт умер 2 февраля 2024 года в Варшаве в возрасте 87 лет. Похоронен 14 февраля 2024 года на кладбище «Старые Повонзки» в Варшаве.

## Фильмография
- 1997 Historia o proroku Eliaszu z Wierszalina — сценарий
- 1987 Ucieczka z miejsc ukochanych — диалоги
- 1984 Pan na Żuławach — сценарий
- 1979 W słońcu i w deszczu — сценарий